# Communauté de communes du Pays de Chevagnes en Sologne Bourbonnaise
La communauté de communes du Pays de Chevagnes en Sologne Bourbonnaise est une ancienne communauté de communes française, située dans le département de l'Allier en région Auvergne-Rhône-Alpes.

## Historique
La communauté de communes a été créée le 30 novembre 2004, mais existe officiellement depuis le 1er janvier 2005.
Le logo a été réalisé par des élèves du lycée Jean-Monnet, à Yzeure. Les huit ronds représentent les communes, exprimant « une dynamique communautaire » ; les couleurs sont celles représentatives d'un paysage type.
Le schéma départemental de coopération intercommunale de l'Allier de 2015 prévoit le remaniement de toutes les structures intercommunales à fiscalité propre. Il est proposé la fusion avec la communauté de communes du Pays de Lévis en bocage bourbonnais et la communauté d'agglomération de Moulins. Adopté en mars 2016, le SDCI maintient cette fusion en incluant les communes nivernaises de Dornes et Saint-Parize-en-Viry.
La communauté d'agglomération de Moulins élargie aux deux communautés de communes et aux deux communes nivernaises précitées prend le nom de « Moulins Communauté » par arrêté préfectoral du 5 décembre 2016.

### Liste des présidents
| Période                                  | Période | Identité          | Étiquette | Qualité |
| ---------------------------------------- | ------- | ----------------- | --------- | ------- |
| Les données manquantes sont à compléter. |         |                   |           |         |
| 2008                                     | 2014    | Bernadette Deveau | DVD       |         |
| 2014                                     | 2016    | Philippe Charrier |           |         |

## Territoire communautaire

### Géographie
La communauté de communes est située au nord-est du département de l'Allier, à la frontière avec les départements de la Nièvre et de Saône-et-Loire. Elle jouxte la communauté d'agglomération de Moulins à l'ouest, la communauté de communes Val de Besbre - Sologne Bourbonnaise au sud ; dans le département voisin de Saône-et-Loire, la communauté de communes entre Somme et Loire, et dans le département voisin de la Nièvre, les communautés de communes Entre Loire et Morvan au nord et du Sud Nivernais au nord-ouest.

### Composition
Elle se composait des huit communes suivantes, appartenant toutes au canton de Dompierre-sur-Besbre depuis le redécoupage des cantons du département :
| Nom                     | Code Insee | Gentilé    | Superficie (km2) | Population (dernière pop. légale) | Densité (hab./km2) |
| ----------------------- | ---------- | ---------- | ---------------- | --------------------------------- | ------------------ |
| Chevagnes (siège)       | 03074      | Chevagnois | 49,78            | 673 (2014)                        | 14                 |
| La Chapelle-aux-Chasses | 03057      |            | 25,96            | 213 (2014)                        | 8,2                |
| Gannay-sur-Loire        | 03119      | Gannaytois | 32,29            | 403 (2014)                        | 12                 |
| Garnat-sur-Engièvre     | 03120      | Garnatois  | 18,74            | 687 (2014)                        | 37                 |
| Lusigny                 | 03156      | Lusignois  | 44,55            | 1 719 (2014)                      | 39                 |
| Paray-le-Frésil         | 03203      | Paraysiens | 37,30            | 382 (2014)                        | 10                 |
| Saint-Martin-des-Lais   | 03245      |            | 18,25            | 131 (2014)                        | 7,2                |
| Thiel-sur-Acolin        | 03283      | Thiélois   | 57,71            | 1 082 (2014)                      | 19                 |

### Démographie
| 1968  | 1975  | 1982  | 1990  | 1999  | 2008  | 2013  |
| ----- | ----- | ----- | ----- | ----- | ----- | ----- |
| 5 635 | 5 546 | 5 568 | 5 435 | 4 965 | 5 192 | 5 287 |

| Hommes | Classe d’âge | Femmes |
| ------ | ------------ | ------ |
| 0,4    | 90 ans ou +  | 1,1    |
| 10     | 75 à 89 ans  | 11,7   |
| 16,4   | 60 à 74 ans  | 16,9   |
| 22,6   | 45 à 59 ans  | 20,9   |
| 20,1   | 30 à 44 ans  | 20     |
| 11,5   | 15 à 29 ans  | 10,8   |
| 19,1   | 0 à 14 ans   | 18,6   |

| Hommes | Classe d’âge | Femmes |
| ------ | ------------ | ------ |
| 0,8    | 90 ans ou +  | 2,1    |
| 9,5    | 75 à 89 ans  | 13,9   |
| 18,6   | 60 à 74 ans  | 18,9   |
| 21,5   | 45 à 59 ans  | 20,4   |
| 17,6   | 30 à 44 ans  | 16,5   |
| 15,2   | 15 à 29 ans  | 13,3   |
| 16,8   | 0 à 14 ans   | 14,9   |

## Administration

### Siège
Le siège de la communauté de communes est situé à Chevagnes.

### Les élus
La communauté de communes est gérée par un conseil communautaire composé de vingt-trois membres représentant chacune des communes membres et élus habituellement pour une durée de six ans.
Ils sont répartis comme suit, :
| Nombre de délégués | Communes                                                                          |
| ------------------ | --------------------------------------------------------------------------------- |
| 5                  | Lusigny                                                                           |
| 4                  | Thiel-sur-Acolin                                                                  |
| 3                  | Chevagnes, Garnat-sur-Engièvre                                                    |
| 2                  | La Chapelle-aux-Chasses, Gannay-sur-Loire, Paray-le-Frésil, Saint-Martin-des-Lais |

### Présidence
En 2014, le conseil communautaire a élu son président, Philippe Charrier (maire de Chevagnes), et désigné ses trois vice-présidents, André Jardin (élu à Lusigny), Bernadette Deveau (élue à Gannay-sur-Loire) et Jean-Louis Guy (élu à La Chapelle-aux-Chasses).

### Compétences
L'intercommunalité exerce des compétences qui lui sont déléguées par les communes membres.
Ces compétences sont énoncées dans l'article 10 des statuts de la communauté de communes.
Deux d'entre elles sont obligatoires :
- aménagement de l'espace communautaire : schémas de cohérence territoriale et de secteur, aménagement rural (maîtrise raisonnée de l'agriculture et actions en faveur de l'accueil en milieu rural), étude pour la mise en valeur et la protection du patrimoine rural et architectural, charte intercommunale de développement ;
- développement économique : aménagement, entretien et gestion de zones d'activités industrielle, tertiaire, artisanale, commerciale, touristique, portuaire et aéroportuaire, actions de développement économique intéressant la communauté.

Sont optionnelles :
- politique du logement social d'intérêt communautaire, actions en faveur du logement (opérations programmées d'amélioration de l'habitat, procédures contractuelles d'amélioration du cadre de vie, création d'un relais d'assistantes maternelles, gestion d'un multi-accueil, etc.) ;
- élimination et valorisation des déchets ménagers et assimilés ;
- équipements sportifs.

Autres compétences :
- acquisition de bâtiments ou de terrains pour la création et la gestion d'une maison de patrimoine ;
- communication et promotion ;
- création, gestion et entretien des sentiers de randonnée et d'aires d'accueil de camping-cars.

### Régime fiscal et budget
La communauté de communes applique la fiscalité additionnelle sans fiscalité professionnelle de zone et sans fiscalité professionnelle sur les éoliennes.

## Projets et réalisations
- Un espace de documentation touristique a ouvert en juin 2009[Off 5].
- Participation au balisage des chemins de randonnée, après signature d'une convention avec le centre éducatif fermé de Lusigny début 2010[Off 6].
- Aménagement d'aires de camping-cars à Chevagnes, Paray-le-Frésil et Thiel-sur-Acolin en 2012 et 2013[Off 7].

### Sources
- SPLAF (Site sur la Population et les Limites Administratives de la France)
- Base nationale sur l'intercommunalité